# Журнал живого
«Журнал Живого» — шестой полноформатный альбом группы «Tequilajazzz», через год после выпуска которого коллектив впервые распался в июле 2010 года.
Альбом был выпущен  19 июня 2009, через 7 лет и два месяца после выхода предыдущего альбома «Выше осени».
Альбом выложен для бесплатного скачивания на официальном сайте группы. «Журнал Живого» подводит итог так называемому «фиолетовому» периоду группы (альбомы «Целлулоид», «150 миллиардов шагов» и «Выше осени»). Композиции изобилуют самоцитатами на предыдущие работы группы. Помимо основного состава «Tequilajazzz» в записи альбома приняли участие музыканты групп «Торба-на-Круче», «Сплин», «Маркшейдер Кунст», участники сайд-проекта лидера «Tequilajazzz» под названием «Optimystica Orchestra» и другие.

## Список композиций
Музыка и слова — Евгений Фёдоров
1. Нервы — 5:25
2. Воздушный шар — 5:04
3. Катастрофа — 5:33
4. Радио — 4:17
5. Два луча — 5:50
6. Понедельник — 4:21
7. Остров — 4:14
8. Император Африки — 5:20
9. Как о равном — 2:54
10. Берлин — 5:26
11. Америки — 4:36
12. Правило рек и дождей — 4:57
13. Танец — 4:06
14. *** — 1:11

## Музыканты
- Евгений Фёдоров — бас-гитара, вокал
- Александр «Дусер» Воронов — ударные
- Константин Фёдоров — гитара
- Олег Баранов — гитара
- Олег Эмиров — клавишные
- Сергей Егоров — перкуссия (1, 2, 5, 6, 8, 9, 10, 13)
- Вадим Сергеев — гитара (2)
- Евгений Нахапетов — серебряные спицы
- Роман Парыгин — труба (13)
- Максим Иванов — альт (6), скрипка (13)
- Андрей Алякринский — звукоинженер
- Борис Истомин — mastering

## Реакция критики
Александр Филимонов (Лента.ру) назвал альбом Журнал живого группы Tequilajazzz «Альбомом Года».
Дело даже не в том, что "Текила", которая, хочет она того или нет, остается одним из главных конструкторов современных российских звуковых ландшафтов, наконец, вышла из творческой спячки, длившейся долгих семь лет. Поражает то, как Евгений Фёдоров, копаясь в себе и "ведя личный ЖЖ", одними лишь деталями умудряется выхватить все самое важное из окружающей действительности, говоря уже и про тебя, и про меня, про всех. В мире лирического героя Tequilajazzz для всех и каждого найдется что-нибудь по вкусу, созвучное текущему моменту: самосозерцание ("Остров"), любовь ("Америки"), философствование ("Как о равном"), предчувствие беды ("Вот и утро, вот и кофе, все поет о катастрофе"), похмелье ("Нервы"), что угодно. Больше эмоций и переживаний на единицу музыкального пространства в 2009-м не смог предложить никто. "Альбом года"..
Радиф Кашапов (zvuki.ru): «Новый альбом Tequilajazzz — из категории долгожданных. После „Выше осени“ исходом из творческого кризиса могло стать либо открытие новых направлений, либо совершенствование наработок. „Журнал живого“ — вариант второй. Это знакомая „Текила“, своеобразное завершение цикла из четырёх дисков».

## Примечание
1. ↑  Lenta.ru: Музыка: Восстанавливая звуковой баланс. Дата обращения: 26 марта 2010. Архивировано 6 апреля 2010 года.
2. ↑  TEQUILAJAZZZ - Жизнь налаживается - Звуки.Ру. Дата обращения: 26 марта 2019. Архивировано 26 марта 2019 года.